# Зиа, Халеда
Халеда Зиа или, в ином написании, Халеда́ Зия́ Рахма́н Бегум (бенг. খালেদা জিয়া; род. не ранее 9 августа 1945 и не позднее 5 сентября 1945, Джалпайгури, Бенгальское президентство, Британская Индия) — премьер-министр Бангладеш в 1991—1996 годах и с 2001 по 2006 год. Лидер Националистической партии Бангладеш (НПБ). Нередко, в знак уважения к занимаемому ею общественно-политическому положению, к её имени добавляют почтительную приставку Бегум — «госпожа».

## Биография
Халеда Зиа родилась в семье бизнесмена в округе Динаджпур, в то время бывшем частью Британской Индии. В 1960 году она окончила школу и вышла замуж за капитана пакистанской армии Зиаура Рахмана. В 1971 году Восточный Пакистан в результате гражданской войны провозгласил независимость и стал называться Бангладеш. Рахман был одним из героев войны за независимость, дослужился до звания генерала, а в 1975 году организовал военный переворот, в результате которого стал фактическим лидером страны. В 1977 году Рахман был избран президентом, Халеда Зиа стала первой леди Бангладеш, но в политике в то время не участвовала. Для укрепления власти Рахман основал Националистическую партии Бангладеш (НПБ). В 1981 году он был убит группой офицеров, попытавшихся осуществить переворот.
После убийства мужа Зиа стала политически активной, в 1984 году она возглавила НПБ. Наряду с Шейх Хасиной Вазед и её партией «Авами Лиг» находилась в оппозиции к узурпировавшему власть генералу Эршаду, которого многие считали истинным организатором убийства Рахмана. Ей удалось добиться международных санкций против правительства и, в конце концов, отставки Эршада в декабре 1990 года. На парламентских выборах 1991 года НПБ одержала уверенную победу, а Зиа стала первой в истории Бангладеш женщиной-премьер-министром. В том же году были приняты поправки в конституцию, по которым Бангладеш вновь стала парламентской республикой (так было заложено и в первой конституции страны, но в 1975 году по инициативе Шейха Муджибура Рахмана Бангладеш перешла к президентской форме правления).
Зиа пришла во власть, когда в Бангладеш процветали коррупция и преступность. Перенаселённая Бангладеш была одной из беднейших стран мира. На выборах Зиа заявляла, что будет добиваться перемен и всеобщего равенства, очистит правительство от коррупции и сделает его деятельность прозрачной для народа. Правление НПБ было отмечено улучшением связей с Пакистаном и ухудшением отношений с Индией, в частности, по вопросу о разделе вод Ганга. В заслугу правительству Халеды Зиа ставят повышение расходов на образование, введение обязательного начального образования и бесплатных 10-классных школ для девочек. Правительство предприняло ряд действий по либерализации экономики, провело приватизацию и стимулировало привлечение иностранного капитала. Премьеру также в значительной степени удалось вернуть Бангладеш имидж демократического государства, сильно пострадавший за годы авторитарного правления Эршада.
Однако к 1994 году Бангладеш оставалась в глубоком кризисе, вследствие чего популярность Халеды Зиа стала падать, в 1995 году по стране прокатилась серия беспорядков, в которых погибло несколько сотен человек. В 1996 году оппозиция во главе с Хасиной Вазед бойкотировала выборы, и Зиа была вынуждена сформировать временное (переходное) правительство и объявить новые выборы, на которых она потерпела поражение. В 1999 году НПБ инициировала самую масштабную в истории страны политическую стачку, потребовав отставки правительства, сформированного «Авами Лиг» (тем не менее, Хасина Вазед наотрез отказалась уходить в отставку до конца своего пятилетнего срока).
Проблемы Бангладеш в экономической и социальной сфере становились хроническими. В 2001 году Зиа (в коалиции с исламистской партией «Джамаат-и-Ислами») вновь победила на выборах, несмотря на сопровождавшиеся беспорядками обвинения в фальсификации со стороны Хасины Вазед. В 2003 году она добилась принятия закона, по которому для женщин бронировалось 30 мест в 330-местном парламенте.